# Спомен биста Раде Драинац
Спомен биста Раде Драинац постављена је у знак сећања на познатог српског и топличког песника Рада Драинца.
Биста се налази се на брду Хисар у Прокупљу. Рађена је у бронзи и дело је познатог прокупачког вајара Драгана Дробњака.
Биста се налази на пола пута до врха брда, на спомен платоу, уз бисту исто тако чувеног топличког сликара Боже Илића.
Ову бисту сваке године обиђу учесници Драинчевих књижевних сусрета и положе цвеће у част овом великом уметнику.

## Галерија
- Биста Рада Драинца
- Бисте Рада Драинца и Боже Илића